# François Solesmes
 (mai 2019).
 (mars 2019).
François Solesmes (1927-2017) est le nom de plume de Gérard Giraudin, écrivain français, auteur d'une trentaine d'ouvrages.
La femme, l'océan et l'arbre sont les thèmes conducteurs pratiquement exclusifs de son œuvre - ses trois « astres ». Il est le dédicataire de L'Amant et des Lettres à l'amant de Mireille Sorgue. On lui doit un ouvrage sur le peintre Georges de La Tour, divers écrits, et une collection de livres de lecture pour l'école élémentaire.

## Biographie
François Solesmes, de son vrai nom Gérard Giraudin, naît le 4 janvier 1927 à Saint-Pompain, dans les Deux-Sèvres. Il grandit chez ses parents, agriculteurs dans le hameau de Beauvais. Sa mère, Hélène Létang, est fille unique et pupille de la nation (son père, mobilisé pendant la Grande Guerre, décède en 1916). Son père, Alfred Giraudin, est le dernier d'une fratrie de cinq enfants ; ses deux frères sont morts à la guerre et il a deux sœurs. Il exploite les terres familiales ; ses deux sœurs s'installent en ville. Le couple n'aura pas d'autre enfant. 
Gérard se distingue par son goût pour la lecture et ses bons résultats. Son instituteur propose de le présenter à l'École Normale. Il restera toute sa vie inspiré par les images de son enfance rurale.
Devenu instituteur, il entretient une correspondance avec une jeune fille des Landes. Il l'épouse en 1952 à Capbreton. Il découvre alors l'Océan, qui sera une source d'inspiration pour toute sa carrière littéraire, depuis Célébration de la mer, 1967, jusqu'à Encore, encore la mer !, 2010. 
Il commence sa carrière professionnelle à Paris et en région parisienne. Un fils naît du couple en 1954. Il est muté ensuite à Montmorillon, Vienne, comme Inspecteur Départemental de l'Enseignement primaire. 
Il s'essaye au roman avec Les hanches étroites, inspiré par l'ambiance d'une petite ville. Il découvre l'existence de Mireille Sorgue par la publication de son texte primé au Concours Général 1961. Séduit par la personnalité et le talent littéraire qu'il pressent, il lui écrit son admiration. Commence ainsi une correspondance amoureuse, presque quotidienne pendant cinq ans, puis, une relation en 1963. Ce seront les sources de la publication des Lettres à l'Amant et de l'Amant,.
Il divorce en 1964 et se rapproche d'elle en s'installant à Meauzac, Tarn-et-Garonne, où il passera le reste de sa vie. Mireille Sorgue meurt le 17 août 1967, à 23 ans, en tombant d'un train. L'hypothèse d'un suicide a été évoquée ensuite.
L'Amante, paru en 1968, lui est dédié. En septembre 1970, paraît La Terrasse, dont Pierre-Henri Simon vante le « lyrisme du bonheur ». Le livre relate une journée des deux amants, comme une image inaltérable malgré la mort. L'ensemble des œuvres qui suivront et seront consacrées à la Femme, sont autant de variations et d'approfondissements de cette relation, jusqu'au Prisme du féminin.  
Il découvre la Provence dans les années 60, se prend de passion pour Gordes, y achètera des parcelles de 1964 à 1978. Il tente de faire construire par l'architecte Odette Ducarre une demeure évoquée dans La Terrasse. Il y renonce en 1986. 
L’Éloge de l'Arbre, paru en 1995, point médian de sa production littéraire, est le seul ouvrage qu'il consacre à son troisième « astre ». Il entraîne le lecteur dans une forte observation et d'innombrables associations d'idées et d'images. 
Il achète en 1969 un appartement à Hossegor. Plusieurs mois chaque année, il est un contemplateur assidu de la côte landaise ; elle lui inspire des œuvres saluées par la critique, comme D'un rivage, l'Ode à l'Océan,,, Maréesou Océaniques,. De ses visites en Bretagne et d'un séjour à Molène, naît l'île même.
Son premier métier lui inspire une collection de manuels pour la lecture à l'école élémentaire et primaire. Elle est signée de son vrai nom et publiée à partir de 1976 sous le titre L'oiseau-lyre, puis A loisirs, chez Hachette, accompagnée de livrets de conseils pédagogiques pour les maîtres.
Il meurt à Montauban, en 2017, des suites d'un AVC, qui avait attaqué depuis un an sa conscience et son autonomie.
Selon sa volonté, il est inhumé sans cortège à Labastide-Rouairoux, Tarn, aux côtés de Mireille Sorgue. Jusqu'au bout, elle aura été son inspiratrice et sa passion.
Par donation, il a légué ses manuscrits, sa bibliothèque au Conseil Départemental du Tarn-et-Garonne, ainsi que l'appartement de la Place Nationale dans lequel il se retirait pour travailler, afin d'en assurer la conservation.

## Œuvres

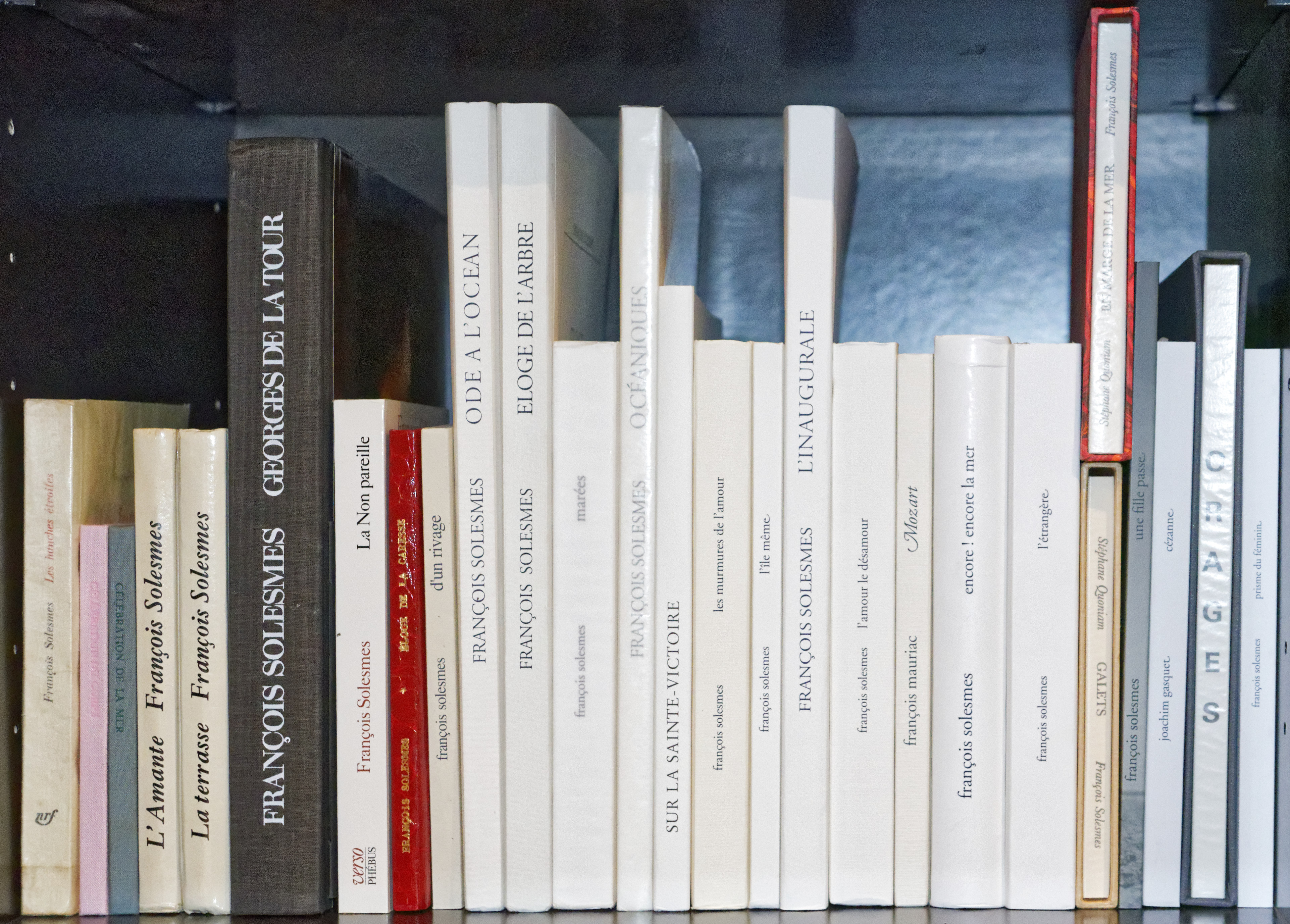
Ouvrages de François Solesmes

- Les Hanches étroites, Gallimard, 1965
- Célébration du corps, Robert Morel, 1966
- Célébration de la mer, Robert Morel, 1967
- L'Amante, Robert Morel, 1968
- La Terrasse, Robert Morel, 1970
- Georges de la Tour, Clairefontaine, 1973, préfacé par Marcel Arland
- L'Attente, Odette Ducarre, 1980
- Poétique de la femme, tome 1 : La Non pareille, Verso Phébus, 1991
- Poétique de la femme, tome 2 : Fastes intimes, Verso Phébus, 1993
- De la caresse, Verso Phébus, 1991
- D'un rivage, Encre marine, 1991
- Éloge de l'arbre, Encre marine, 1995
- François Solesmes à sa maturité littéraireOde à l'océan, Encre marine, 1999
- Marées, Encre marine, 2002
- Océaniques, Encre marine, 2002
- Sur la Sainte-Victoire, 2003

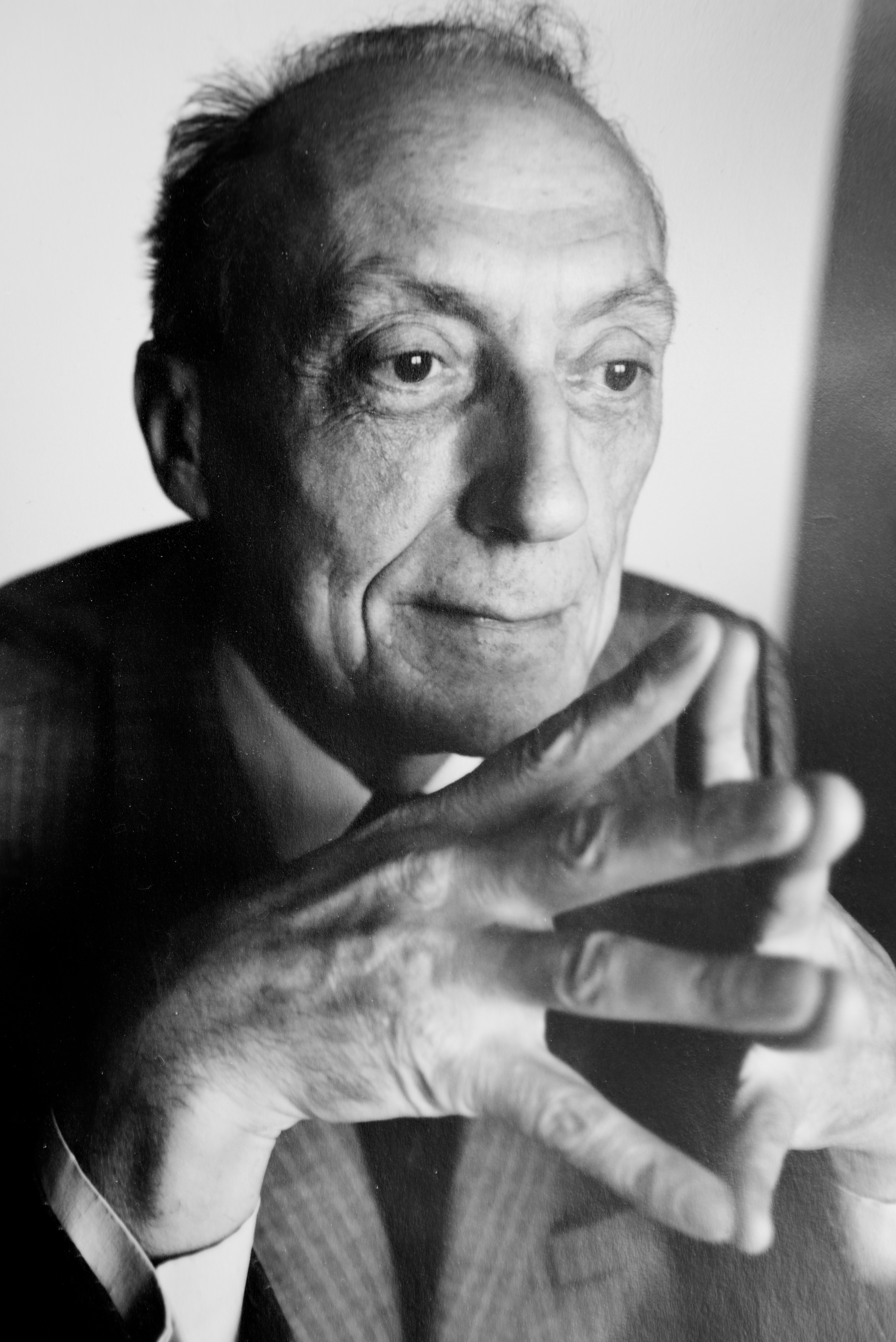
François Solesmes à sa maturité littéraire

- Les Murmures de l'amour, Encre marine, 2004
- L'Île même, Encre marine, 2005
- L'Inaugurale, Encre marine, 2006
- L'Amour le Désamour, Encre marine, 2007
- Encore ! Encore la mer, Encre marine, 2009
- L'Étrangère, Encre marine, 2010
- Galets, A distance, 2010, illustré par Stéphane Quoniam
- En marge de la mer, A distance, 2010, illustré par Stéphane Quoniam
- Une fille passe / Nudités, Encre marine, 2011
- Orages, A distance, 2012, illustré par Stéphane Quoniam
- Prisme du féminin, Encre marine, 2014
- Corps féminin qui tant est tendre, manuscrit inédit, 2017

## Éditions critiques
- Recueil et édition commentée de Mozart et autres écrits sur la musique (François Mauriac), Encre marine, 2007.
- Préface de Cézanne (Joachim Gasquet), Encre Marine, 2012